# Cardiasterina
De Cardiasterina zijn een infraorde van uitgestorven zee-egels (Echinoidea) uit de Holasteroida, een orde in de infraklasse Irregularia.

## Families
- Cardiasteridae Lambert, 1917 †
- Stegasteridae Lambert, 1917 †